# La Esperanza, Cadereyta de Montes
La Esperanza är en ort i Mexiko.   Den ligger i kommunen Cadereyta de Montes och delstaten Querétaro Arteaga, i den centrala delen av landet, 170 km norr om huvudstaden Mexico City. La Esperanza ligger 2 348 meter över havet och antalet invånare är 139.
Terrängen runt La Esperanza är bergig österut, men västerut är den kuperad. Runt La Esperanza är det ganska glesbefolkat, med 39 invånare per kvadratkilometer. Närmaste större samhälle är Canoas, 0,74 km nordost om La Esperanza. I omgivningarna runt La Esperanza växer huvudsakligen savannskog.